# Kapellstrand
Kapellstrand är en by och en före detta egendom på Kirjalaön i Pargas i det finländska landskapet Egentliga Finland. Byn ligger på öns östra sida vid Nilsby sund. Grannbyn Lillby hette före Lillkapellstrand.

## Herrgården
Kapellstrand har fått sitt namn från Kapellstrand gård som grundades på 1400-talet. Då skänkte Hartvig Dyker Kapellstrand, som då hette Borstböle, till Nådendals kloster. Senare ägare har varit kung Johan III, som skänkte egendomen till sin älskarinna Karin Hansdotter, som han hade fyra barn med. Hennes dotter Sofia gifte sig med krigsherren Pontus de la Gardie och efter det ägdes gården av flera krigsherrar. Andra bemärkta namn som sammanknippas med Kapellstrand är Piper, Haartman, Bondsdorff, Sjöstedt, Spoof, Reuter och Bremer.
På 1800-talet fanns det en nybyggd herrgård på Kapellstrand och dit evakuerade sig åbobiskoparna efter Åbo brand 1827.
Gårdens gamla huvudbyggnad var uppfört på 1700-talet och förstördes i en brand på valborgsnatten 1989. Senare revs Kapellstrand gårds ekonomibyggnader så som stallet och ladugården. Den gamla gröna drängstugan står fortfarande i byn men byggnaden är i dålig skick. Mitt i gårdsmiljön finns även en gammal källare välvad av gårsten från 1600-talet. I gårdsparken finns idag en ek med en omkrets på sex meter och den lär Per Brahe ha planterat här på 1600-talet.
Bredvid den gamla herrgården färdigställdes en ny fest- och samlingslokal på 2000-talet.